# John Llewellyn Rhys Prize
Der John Llewellyn Rhys Prize war ein Literaturpreis, mit dem zwischen 1942 und 2010 jährlich das beste englischsprachige Werk (Belletristik, Sachbuch, Lyrik oder Drama) eines unter 35-jährigen Autors aus dem Vereinigten Königreich oder dem Commonwealth ausgezeichnet wurde.
Der Preis wurde 1942 von Jane Oliver begründet, der Witwe des jungen Schriftstellers John Llewellyn Rhys, der im Zweiten Weltkrieg gefallen war. Von 1987 bis 2002 wurde der Preis von der Mail on Sunday verliehen. Nach einem Eklat anlässlich der Preisverleihung 2003 – der Preisträger Hari Kunzru hatte die Auszeichnung als Protest gegen die politische Ausrichtung des Blattes zurückgewiesen – übernahm Booktrust, eine unabhängige Wohltätigkeits- und Leseförderungsorganisation, die Preisverleihung. 
Seit 2010 wurde der Preis aus finanziellen Gründen nicht mehr vergeben.

## Preisträger
- 1942: Michael Richey, Sunk by a Mine
- 1943: Morwenna Donnelly, Beauty for Ashes
- 1944: Alun Lewis, The Last Inspection
- 1945: James Aldridge, The Sea Eagle
- 1946: Oriel Malet, My Bird Sings
- 1947: Anne-Marie Walters, Moondrop to Gascony
- 1948: Richard Mason, The Wind Cannot Read
- 1949: Emma Smith, Maidens’ Trip
- 1950: Kenneth Allsop, Adventure Lit Their Star
- 1951: Elizabeth Jane Howard, The Beautiful Visit
- 1952: Keine Preisverleihung
- 1953: Rachel Trickett, The Return Home
- 1954: Tom Stacey, The Hostile Sun
- 1955: John Wiles, The Moon to Play With
- 1956: John Hearne, Voices Under the Window
- 1957: Ruskin Bond, The Room on the Roof
- 1958: V. S. Naipaul, The Mystic Masseur
- 1959: Dan Jacobson, A Long Way from London
- 1960: David Caute, At Fever Pitch
- 1961: David Storey, Flight Into Camden
- 1962: Robert Rhodes James, An Introduction to the House of Commons und Edward Lucie-Smith, A Tropical Childhood and Other Poems
- 1963: Peter Marshall, Two Lives
- 1964: Nell Dunn, Up the Junction
- 1965: Julian Mitchell, The White Father
- 1966: Margaret Drabble, The Millstone
- 1967: Anthony Masters, The Seahorse
- 1968: Angela Carter, The Magic Toyshop
- 1969: Melvyn Bragg, Without a City Wall
- 1970: Angus Calder, The People's War
- 1971: Shiva Naipaul, Fireflies
- 1972: Susan Hill, The Albatross
- 1973: Peter Smalley, A Warm Gun
- 1974: Hugh Fleetwood, The Girl Who Passed for Normal
- 1975: David Hare, Knuckle und Tim Jeal, Cushing’s Crusade
- 1976: Keine Preisverleihung
- 1977: Richard Cork, Vorticism & Abstract Art in the First Machine Age
- 1978: Andrew Wilson, The Sweets of Pimlico
- 1979: Peter Boardman, The Shining Mountain
- 1980: Desmond Hogan, The Diamonds at the Bottom of the Sea
- 1981: Andrew Wilson, The Laird of Abbotsford
- 1982: William Boyd, An Ice-Cream War
- 1983: Lisa Saint Aubin de Terán, The Slow Train to Milan
- 1984: Andrew Motion, Dangerous Play
- 1985: John Milne, Out of the Blue
- 1986: Tim Parks, Loving Roger
- 1987: Jeanette Winterson, The Passion, dt. Verlangen
- 1988: Matthew Yorke, The March Fence
- 1989: Claire Harman, Sylvia Townsend Warner
- 1990: Ray Monk, Ludwig Wittgenstein: The Duty of Genius
- 1991: A. L. Kennedy, Night Geometry and the Garscadden Trains
- 1992: Matthew Kneale, Sweet Thames
- 1993: Jason Goodwin, On Foot to the Golden Horn: A Walk to Istanbul
- 1994: Jonathan Coe, What a Carve Up!
- 1995: Melanie McGrath, Motel Nirvana
- 1996: Nicola Barker, Heading Inland
- 1997: Phil Whitaker, Eclipse of the Sun
- 1998: Peter Ho Davies, The Ugliest House in the World
- 1999: David Mitchell, Ghostwritten
- 2000: Edward Platt, Leadville
- 2001: Susanna Jones, The Earthquake Bird
2002: Hari Kunzru, The Impressionist (Preis nicht angenommen)[3]
- 2002: Mary Laven, Virgins of Venice (nachnominiert)[4]
- 2003: Charlotte Mendelson, Daughters of Jerusalem
- 2004: Jonathan Trigell, Boy A
- 2005: Uzodinma Iweala, Beasts of No Nation
- 2006/2007: Sarah Hall, The Carhullan Army
- 2008: Henry Hitchings, The Secret Life of Words
- 2009: Evie Wyld, After the Fire, a Still Small Voice
- 2010: Amy Sackville, The Still Point